# Збакув-Гурни
Збакув-Гурни (пол. Zbaków Górny) — село в Польщі, у гміні Вонсош Гуровського повіту Нижньосілезького воєводства.
Населення — 108 осіб (2011).
У 1975-1998 роках село належало до Лешненського воєводства.

## Демографія
Демографічна структура станом на 31 березня 2011 року:
|          | Загалом | Допрацездатний вік | Працездатний вік | Постпрацездатний вік |
| -------- | ------- | ------------------ | ---------------- | -------------------- |
| Чоловіки | 54      | 11                 | 38               | 5                    |
| Жінки    | 54      | 14                 | 30               | 10                   |
| Разом    | 108     | 25                 | 68               | 15                   |